# Shota Matsuhashi
Shota Matsuhashi (松橋 章太 Matsuhashi Shota?, nacido el 3 de agosto de 1982 en Nagasaki) es un exfutbolista japonés. Jugaba de delantero y su último club fue el V-Varen Nagasaki de Japón.

## Trayectoria

### Clubes
| Club             | País  | Año         |
| ---------------- | ----- | ----------- |
| Oita Trinita     | Japón | 2001 - 2007 |
| Vissel Kobe      | Japón | 2008 - 2009 |
| Roasso Kumamoto  | Japón | 2010 - 2011 |
| V-Varen Nagasaki | Japón | 2012 - 2013 |

## Estadística de carrera

### J. League
| Club             | Año   | J. League | J. League | Copa J. League | Copa J. League | Total | Total |
| Club             | Año   | Part.     | Goles     | Part.          | Goles          | Part. | Goles |
| ---------------- | ----- | --------- | --------- | -------------- | -------------- | ----- | ----- |
| Oita Trinita     | 2001  | 25        | 0         | 3              | 0              | 28    | 0     |
| Oita Trinita     | 2002  | 9         | 0         | -              | -              | 9     | 0     |
| Oita Trinita     | 2003  | 3         | 0         | 2              | 0              | 5     | 0     |
| Oita Trinita     | 2004  | 16        | 1         | 4              | 0              | 20    | 1     |
| Oita Trinita     | 2005  | 10        | 0         | 3              | 0              | 13    | 0     |
| Oita Trinita     | 2006  | 31        | 10        | 3              | 1              | 34    | 11    |
| Oita Trinita     | 2007  | 24        | 2         | 4              | 0              | 28    | 2     |
| Vissel Kobe      | 2008  | 5         | 0         | 3              | 0              | 8     | 0     |
| Vissel Kobe      | 2009  | 8         | 1         | 2              | 0              | 10    | 1     |
| Roasso Kumamoto  | 2010  | 33        | 7         | -              | -              | 33    | 7     |
| Roasso Kumamoto  | 2011  | 5         | 1         | -              | -              | 5     | 1     |
| V-Varen Nagasaki | 2013  | 3         | 0         | -              | -              | 3     | 0     |
| Total            | Total | 172       | 22        | 24             | 1              | 196   | 23    |

## Palmarés

### Títulos nacionales
| Título    | Club         | País  | Año  |
| --------- | ------------ | ----- | ---- |
| J2 League | Oita Trinita | Japón | 2002 |